# Biathlon-Europacup 2003/04
Der Biathlon-Europacup 2003/04 wurde als Unterbau zum Biathlon-Weltcup 2003/04 veranstaltet. Startberechtigt waren Starter und Starterinnen aller Kontinente.

## Ergebnisse Damen-Wettbewerbe
| 1. Europacup in Geilo, 29. November 2003 – 30. November 2003 | 1. Europacup in Geilo, 29. November 2003 – 30. November 2003 | 1. Europacup in Geilo, 29. November 2003 – 30. November 2003 | 1. Europacup in Geilo, 29. November 2003 – 30. November 2003 | 1. Europacup in Geilo, 29. November 2003 – 30. November 2003 |
| ------------------------------------------------------------ | ------------------------------------------------------------ | ------------------------------------------------------------ | ------------------------------------------------------------ | ------------------------------------------------------------ |
| Datum                                                        | Disziplin                                                    | Erster Platz                                                 | Zweiter Platz                                                | Dritter Platz                                                |
| 29. November 2003 (Sa.)                                      | Sprint (7,5 km)                                              | Liv-Kjersti Eikeland                                         | Sabrina Buchholz                                             | Irina Malgina                                                |
| 30. November 2003 (So.)                                      | Verfolgung (10 km)                                           | Sabrina Buchholz                                             | Borghild Ouren                                               | Irina Malgina                                                |

| 2. Europacup in Ridnaun, 13. Dezember 2003 – 14. Dezember 2003 | 2. Europacup in Ridnaun, 13. Dezember 2003 – 14. Dezember 2003 | 2. Europacup in Ridnaun, 13. Dezember 2003 – 14. Dezember 2003 | 2. Europacup in Ridnaun, 13. Dezember 2003 – 14. Dezember 2003 | 2. Europacup in Ridnaun, 13. Dezember 2003 – 14. Dezember 2003 |
| -------------------------------------------------------------- | -------------------------------------------------------------- | -------------------------------------------------------------- | -------------------------------------------------------------- | -------------------------------------------------------------- |
| Datum                                                          | Disziplin                                                      | Erster Platz                                                   | Zweiter Platz                                                  | Dritter Platz                                                  |
| 13. Dezember 2003 (Sa.)                                        | Sprint (7,5 km)                                                | Sabrina Buchholz                                               | Ina Menzel                                                     | Olga Anissimowa                                                |
| 14. Dezember 2003 (So.)                                        | Verfolgung (10 km)                                             | Ina Menzel                                                     | Natalja Gussewa                                                | Irina Malgina                                                  |

| 3. Europacup in Obertilliach, 19. Dezember 2003 – 20. Dezember 2003 | 3. Europacup in Obertilliach, 19. Dezember 2003 – 20. Dezember 2003 | 3. Europacup in Obertilliach, 19. Dezember 2003 – 20. Dezember 2003 | 3. Europacup in Obertilliach, 19. Dezember 2003 – 20. Dezember 2003 | 3. Europacup in Obertilliach, 19. Dezember 2003 – 20. Dezember 2003 |
| ------------------------------------------------------------------- | ------------------------------------------------------------------- | ------------------------------------------------------------------- | ------------------------------------------------------------------- | ------------------------------------------------------------------- |
| Datum                                                               | Disziplin                                                           | Erster Platz                                                        | Zweiter Platz                                                       | Dritter Platz                                                       |
| 19. Dezember 2003 (Fr.)                                             | Einzel (15 km)                                                      | Olga Anissimowa                                                     | Julija Makarowa                                                     | Irina Malgina                                                       |
| 20. Dezember 2003 (Sa.)                                             | Sprint (7,5 km)                                                     | Ute Niziak                                                          | Natalja Gussewa                                                     | Irina Malgina                                                       |

| 4. Europacup in Brusson, 10. Januar 2004 – 11. Januar 2004 | 4. Europacup in Brusson, 10. Januar 2004 – 11. Januar 2004 | 4. Europacup in Brusson, 10. Januar 2004 – 11. Januar 2004 | 4. Europacup in Brusson, 10. Januar 2004 – 11. Januar 2004 | 4. Europacup in Brusson, 10. Januar 2004 – 11. Januar 2004 |
| ---------------------------------------------------------- | ---------------------------------------------------------- | ---------------------------------------------------------- | ---------------------------------------------------------- | ---------------------------------------------------------- |
| Datum                                                      | Disziplin                                                  | Erster Platz                                               | Zweiter Platz                                              | Dritter Platz                                              |
| 10. Januar 2004 (Sa.)                                      | Sprint (7,5 km)                                            | Julie Carraz                                               | Olga Anissimowa                                            | Ann Helen Grande                                           |
| 11. Januar 2004 (So.)                                      | Verfolgung (10 km)                                         | Natalja Sokolowa                                           | Ann Helen Grande                                           | Julie Carraz                                               |

| 5. Europacup in Méribel, 15. Januar 2004 – 18. Januar 2004 | 5. Europacup in Méribel, 15. Januar 2004 – 18. Januar 2004 | 5. Europacup in Méribel, 15. Januar 2004 – 18. Januar 2004        | 5. Europacup in Méribel, 15. Januar 2004 – 18. Januar 2004                | 5. Europacup in Méribel, 15. Januar 2004 – 18. Januar 2004                  |
| ---------------------------------------------------------- | ---------------------------------------------------------- | ----------------------------------------------------------------- | ------------------------------------------------------------------------- | --------------------------------------------------------------------------- |
| Datum                                                      | Disziplin                                                  | Erster Platz                                                      | Zweiter Platz                                                             | Dritter Platz                                                               |
| 15. Januar 2004 (Do.)                                      | Sprint (7,5 km)                                            | Irina Malgina                                                     | Ann Helen Grande                                                          | Katja Haller                                                                |
| 16. Januar 2004 (Fr.)                                      | Verfolgung (10 km)                                         | Irina Malgina                                                     | Olga Anissimowa                                                           | Ann Helen Grande                                                            |
| 17. Januar 2004 (Sa.)                                      | Staffel (4 × 6 km)                                         | DeutschlandKatharina Echter Ina Menzel Romy Beer Sabrina Buchholz | Deutschland IIKathrin Hitzer Anne Preußler Barbara Ertl Kathrin Pfisterer | NorwegenAnne Ingstadbjørg Ann Kristin Flatland Tora Berger Ann Helen Grande |

| 6. Europacup in Langdorf-Arbersee, 6. März 2004 – 7. März 2004 | 6. Europacup in Langdorf-Arbersee, 6. März 2004 – 7. März 2004 | 6. Europacup in Langdorf-Arbersee, 6. März 2004 – 7. März 2004 | 6. Europacup in Langdorf-Arbersee, 6. März 2004 – 7. März 2004 | 6. Europacup in Langdorf-Arbersee, 6. März 2004 – 7. März 2004 |
| -------------------------------------------------------------- | -------------------------------------------------------------- | -------------------------------------------------------------- | -------------------------------------------------------------- | -------------------------------------------------------------- |
| Datum                                                          | Disziplin                                                      | Erster Platz                                                   | Zweiter Platz                                                  | Dritter Platz                                                  |
| 6. März 2004 (Sa.)                                             | Sprint (7,5 km)                                                | Irina Malgina                                                  | Natalja Sokolowa                                               | Julie Carraz                                                   |
| 7. März 2004 (So.)                                             | Verfolgung (10 km)                                             | Natalja Sokolowa                                               | Delphyne Peretto                                               | Olga Anissimowa                                                |

| 7. Europacup in Gurnigel, 11. März 2004 – 13. März 2004 | 7. Europacup in Gurnigel, 11. März 2004 – 13. März 2004 | 7. Europacup in Gurnigel, 11. März 2004 – 13. März 2004 | 7. Europacup in Gurnigel, 11. März 2004 – 13. März 2004 | 7. Europacup in Gurnigel, 11. März 2004 – 13. März 2004 |
| ------------------------------------------------------- | ------------------------------------------------------- | ------------------------------------------------------- | ------------------------------------------------------- | ------------------------------------------------------- |
| Datum                                                   | Disziplin                                               | Erster Platz                                            | Zweiter Platz                                           | Dritter Platz                                           |
| 12. März 2004 (Fr.)                                     | Sprint (7,5 km)                                         | Irina Malgina                                           | Tomomi Ōtaka                                            | Katharina Echter                                        |
| 13. März 2004 (Sa.)                                     | Verfolgung (10 km)                                      | Julie Carraz                                            | Katharina Echter                                        | Barbara Ertl                                            |

### Gesamtwertung
Nach 19 von 19 Rennen
| Platz | Sportler         | Land        | Punkte |
| ----- | ---------------- | ----------- | ------ |
| 1     | Irina Malgina    | Russland    |        |
| 2     | Katharina Echter | Deutschland |        |
| 3     | Ute Niziak       | Deutschland |        |

## Ergebnisse Herren-Wettbewerbe
| 1. Europacup in Geilo, 29. November 2003 – 30. November 2003 | 1. Europacup in Geilo, 29. November 2003 – 30. November 2003 | 1. Europacup in Geilo, 29. November 2003 – 30. November 2003 | 1. Europacup in Geilo, 29. November 2003 – 30. November 2003 | 1. Europacup in Geilo, 29. November 2003 – 30. November 2003 |
| ------------------------------------------------------------ | ------------------------------------------------------------ | ------------------------------------------------------------ | ------------------------------------------------------------ | ------------------------------------------------------------ |
| Datum                                                        | Disziplin                                                    | Erster Platz                                                 | Zweiter Platz                                                | Dritter Platz                                                |
| 29. November 2003 (Sa.)                                      | Sprint (10 km)                                               | Raphaël Poirée                                               | Alexander Os                                                 | Hans Martin Gjedrem                                          |
| 30. November 2003 (So.)                                      | Verfolgung (12,5 km)                                         | Raphaël Poirée                                               | Tor Halvor Bjørnstad                                         | Anstein Mykland                                              |

| 2. Europacup in Ridnaun, 13. Dezember 2003 – 14. Dezember 2003 | 2. Europacup in Ridnaun, 13. Dezember 2003 – 14. Dezember 2003 | 2. Europacup in Ridnaun, 13. Dezember 2003 – 14. Dezember 2003 | 2. Europacup in Ridnaun, 13. Dezember 2003 – 14. Dezember 2003 | 2. Europacup in Ridnaun, 13. Dezember 2003 – 14. Dezember 2003 |
| -------------------------------------------------------------- | -------------------------------------------------------------- | -------------------------------------------------------------- | -------------------------------------------------------------- | -------------------------------------------------------------- |
| Datum                                                          | Disziplin                                                      | Erster Platz                                                   | Zweiter Platz                                                  | Dritter Platz                                                  |
| 13. Dezember 2003 (Sa.)                                        | Sprint (12,5 km)                                               | Alexei Solowjow                                                | Andreas Birnbacher                                             | Alexander Os                                                   |
| 14. Dezember 2003 (So.)                                        | Verfolgung (12,5 km)                                           | Sergei Baschkirow                                              | Daniel Graf                                                    | Alexei Solowjow                                                |

| 3. Europacup in Obertilliach, 19. Dezember 2003 – 20. Dezember 2003 | 3. Europacup in Obertilliach, 19. Dezember 2003 – 20. Dezember 2003 | 3. Europacup in Obertilliach, 19. Dezember 2003 – 20. Dezember 2003 | 3. Europacup in Obertilliach, 19. Dezember 2003 – 20. Dezember 2003 | 3. Europacup in Obertilliach, 19. Dezember 2003 – 20. Dezember 2003 |
| ------------------------------------------------------------------- | ------------------------------------------------------------------- | ------------------------------------------------------------------- | ------------------------------------------------------------------- | ------------------------------------------------------------------- |
| Datum                                                               | Disziplin                                                           | Erster Platz                                                        | Zweiter Platz                                                       | Dritter Platz                                                       |
| 19. Dezember 2003 (Fr.)                                             | Einzel (20 km)                                                      | Carsten Pump                                                        | Alexei Kobelew                                                      | Simon Eder                                                          |
| 20. Dezember 2003 (Sa.)                                             | Sprint (10 km)                                                      | Alexei Tschurin                                                     | Alexandre Aubert                                                    | Carsten Pump                                                        |

| 4. Europacup in Brusson, 10. Januar 2004 – 11. Januar 2004 | 4. Europacup in Brusson, 10. Januar 2004 – 11. Januar 2004 | 4. Europacup in Brusson, 10. Januar 2004 – 11. Januar 2004 | 4. Europacup in Brusson, 10. Januar 2004 – 11. Januar 2004 | 4. Europacup in Brusson, 10. Januar 2004 – 11. Januar 2004 |
| ---------------------------------------------------------- | ---------------------------------------------------------- | ---------------------------------------------------------- | ---------------------------------------------------------- | ---------------------------------------------------------- |
| Datum                                                      | Disziplin                                                  | Erster Platz                                               | Zweiter Platz                                              | Dritter Platz                                              |
| 10. Januar 2004 (Sa.)                                      | Sprint (10 km)                                             | Sergei Baschkirow                                          | Andreas Birnbacher                                         | Alexander Os                                               |
| 11. Januar 2004 (So.)                                      | Verfolgung (12,5 km)                                       | Gaël Poirée                                                | Sergei Baschkirow                                          | Andreas Birnbacher                                         |

| 5. Europacup in Méribel, 15. Januar 2004 – 18. Januar 2004 | 5. Europacup in Méribel, 15. Januar 2004 – 18. Januar 2004 | 5. Europacup in Méribel, 15. Januar 2004 – 18. Januar 2004          | 5. Europacup in Méribel, 15. Januar 2004 – 18. Januar 2004                  | 5. Europacup in Méribel, 15. Januar 2004 – 18. Januar 2004                     |
| ---------------------------------------------------------- | ---------------------------------------------------------- | ------------------------------------------------------------------- | --------------------------------------------------------------------------- | ------------------------------------------------------------------------------ |
| Datum                                                      | Disziplin                                                  | Erster Platz                                                        | Zweiter Platz                                                               | Dritter Platz                                                                  |
| 15. Januar 2004 (Do.)                                      | Sprint (10 km)                                             | Sergei Baschkirow                                                   | Yann Debayle                                                                | Jewgeni Trebuschenko                                                           |
| 16. Januar 2004 (Fr.)                                      | Verfolgung (12,5 km)                                       | Sergei Baschkirow                                                   | Jörn Wollschläger                                                           | Michael Rösch                                                                  |
| 17. Januar 2004 (Sa.)                                      | Staffel (4 × 7,5 km)                                       | DeutschlandJörn Wollschläger Carsten Pump Michael Rösch Daniel Graf | RusslandSergei Baschkirow Juri Batmanow Oleg Milowanow Jewgeni Trebuschenko | NorwegenDag Bjørndalen Magne Thorleiv Rønning Hans Martin Gjedrem Alexander Os |

| 6. Europacup in Langdorf-Arbersee, 6. März 2004 – 7. März 2004 | 6. Europacup in Langdorf-Arbersee, 6. März 2004 – 7. März 2004 | 6. Europacup in Langdorf-Arbersee, 6. März 2004 – 7. März 2004 | 6. Europacup in Langdorf-Arbersee, 6. März 2004 – 7. März 2004 | 6. Europacup in Langdorf-Arbersee, 6. März 2004 – 7. März 2004 |
| -------------------------------------------------------------- | -------------------------------------------------------------- | -------------------------------------------------------------- | -------------------------------------------------------------- | -------------------------------------------------------------- |
| Datum                                                          | Disziplin                                                      | Erster Platz                                                   | Zweiter Platz                                                  | Dritter Platz                                                  |
| 6. März 2004 (Sa.)                                             | Sprint (10 km)                                                 | Marco Morgenstern                                              | Paolo Longo                                                    | Gaël Poirée                                                    |
| 7. März 2004 (So.)                                             | Verfolgung (12,5 km)                                           | Jörn Wollschläger                                              | Gaël Poirée                                                    | Marco Morgenstern                                              |

| 7. Europacup in Gurnigel, 11. März 2004 – 13. März 2004 | 7. Europacup in Gurnigel, 11. März 2004 – 13. März 2004 | 7. Europacup in Gurnigel, 11. März 2004 – 13. März 2004 | 7. Europacup in Gurnigel, 11. März 2004 – 13. März 2004 | 7. Europacup in Gurnigel, 11. März 2004 – 13. März 2004 |
| ------------------------------------------------------- | ------------------------------------------------------- | ------------------------------------------------------- | ------------------------------------------------------- | ------------------------------------------------------- |
| Datum                                                   | Disziplin                                               | Erster Platz                                            | Zweiter Platz                                           | Dritter Platz                                           |
| 12. März 2004 (Fr.)                                     | Sprint (10 km)                                          | Carsten Pump                                            | Hans-Peter Foidl                                        | Marco Morgenstern                                       |
| 13. März 2004 (Sa.)                                     | Verfolgung (12,5 km)                                    | Hans-Peter Foidl                                        | Marco Morgenstern                                       | Devis Da Canal                                          |

### Gesamtwertung
Nach 19 von 19 Rennen
| Platz | Sportler     | Land        | Punkte |
| ----- | ------------ | ----------- | ------ |
| 1     | Alexander Os | Norwegen    |        |
| 2     | Gaël Poirée  | Frankreich  |        |
| 3     | Carsten Pump | Deutschland |        |